# Life Ball

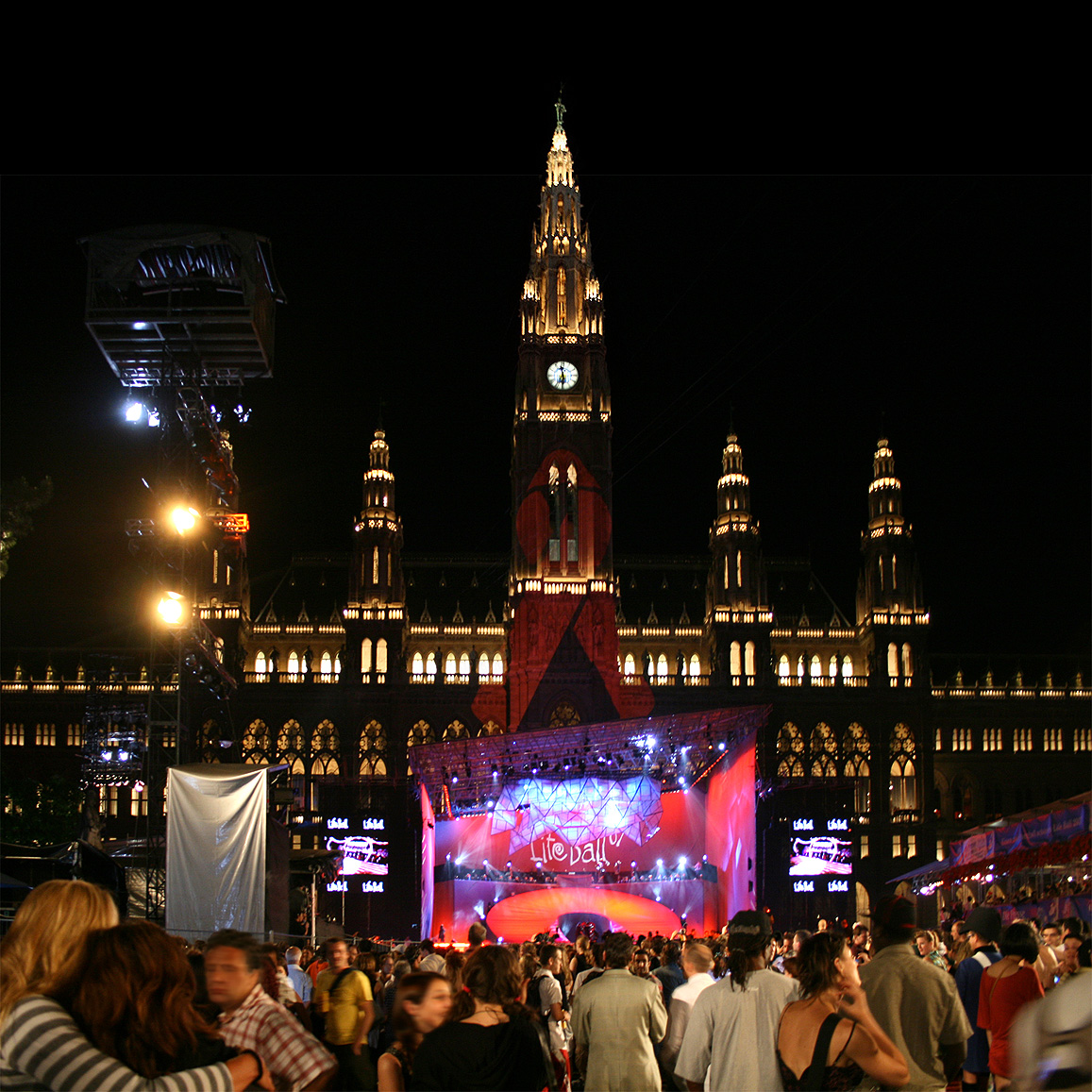
Edición 2007 del Life Ball.

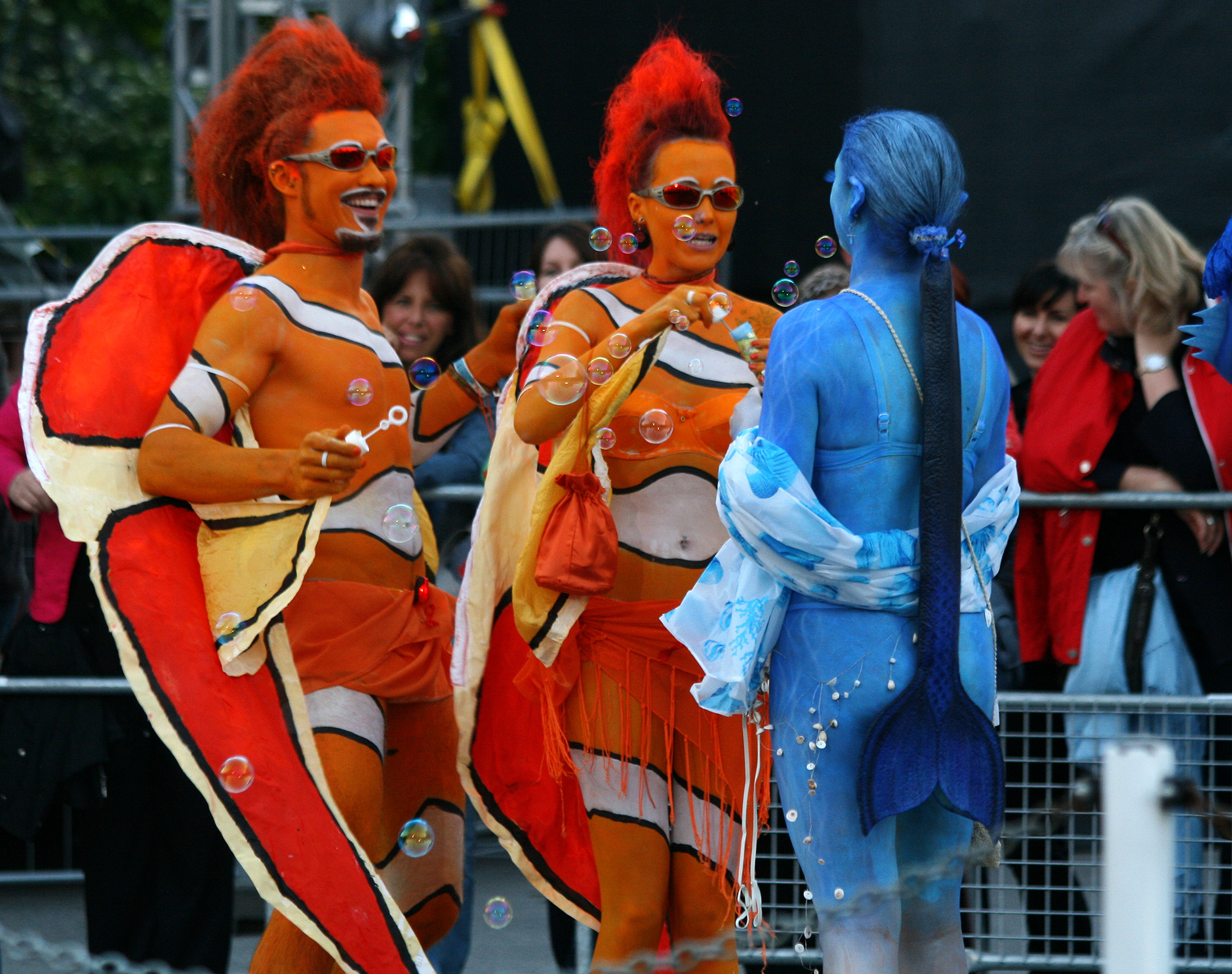
Participantes en el Life Ball del 2009.

El Life Ball (Baile por la Vida o Fiesta por la Vida) es el mayor acontecimiento europeo de apoyo a los afectados de sida o VIH. Se celebra en la ciudad de Viena (Austria).
Es una organización sin ánimo de lucro, creada en 1992 por Gery Keszler y Torgom Petrosian. El equipo encargado de la asignación de fondos examina cada petición para asegurarse de que se trata de una causa digna. Busca concienciar sobre la enfermedad e informa de los riesgos del VIH/sida.
El Life Ball atrae un gran interés internacional y la atención del gran público. La principal prioridad de es, apoyándose en la espectacular celebración y la presencia de personajes célebres, la lucha contra el sida y la recaudación de fondos para este objetivo. La ceremonia de apertura incluye los discursos de los asociados y de las estrellas internacionales invitadas, así como momentos de silencio para meditar sobre la importancia de esta enfermedad.
Esta "fiesta" se ha convertido en una tradición en la que, además de grandes actuaciones en directo, participan numerosas celebridades ―diseñadores, actores, músicos, políticos y modelos― que manifiestan su compromiso personal con la causa y su solidaridad con los afectados.
La participación en los actos del Life Ball está muy restringida y se limita a una pequeña parte de los miles de peticiones que se reciben para asistir a esta experiencia única. Y solo unas pocas agencias de viajes de determinadas regiones están autorizadas a ofertar paquetes de viajes a este evento.